# Yazeed Al-Rajhi
Yazeed Mohamed Al-Rajhi (en àrab, يزيد محمد الراجحي;) (Riad, Aràbia Saudita; 30 de setembre de 1981) és un empresari i pilot de ral·li saudita, participant habitual del Ral·li Dakar, prova que ha guanyat a l'edició de 2025.

## Ral·lis
L'any 2007, Yazeed establí el seu propi equip de curses, el Yazeed Racing, amb el qual començà a competir en proves regionals al Campionat de Ral·lis de l'Orient Mitjà. Posteriorment, al 2008 debuta a una prova del Campionat Mundial de Ral·lis al disputar el Ral·li de l'Argentina amb un Subaru Impreza STi, disputant també aquell any el Ral·li de Jordània.
Després d'un any on solament disputa proves de Campionat de l'Orient Mitjà, retorna al WRC al 2010 per disputar el Ral·li de Jordània i, a partir de la temporada 2011 començarà a disputar habitualment proves del Mundial. La temporada 2012 queda tercer de la categoria WRC 2, per darrere de Craig Breen i Per-Gunnar Andersson, amb un Ford Fiesta RRC. La temporada 2013, on finalitza cinquè del Campionat WRC 2, s'imposa al Ral·li de Suècia dins de la seva categoria, única victòria del saudí dins del WRC. L'any 2014 guanya el Ral·li de Xipre dins del Campionat d'Europa de Ral·lis amb el Ford Fiesta RRC.
La temporada 2018 serà la última en que Al-Rajhi dins dels ral·lis

## Dakar
Al-Rajhi comença a disputar el Ral·li Dakar a partir de l'edició de 2015 amb Toyota, aconseguint una victòria d'etapa, tot i no acabar la prova. A partir de 2017 passa a disputar la prova amb un Mini, vehicle que utilitzarà fins al 2019, quan acaba el setena posició final.
A partir de l'any 2020 passa a disputar de nou el Dakar amb un Toyota, acabant aquell any en quarta posició, finalitzant setzè al 2021 guanyant dues etapes. La temporada 2022, acaba tercer en el podi del Dakar, el seu millor resultat final fins aleshores.
Finalment aconseguiria guanyar la prova dakariana l'any 2025 amb un Toyota, esdevenint el primer saudita en aconseguir aquesta fita.